# Mãn Châu Quốc Quốc ca
Mãn Châu Quốc Quốc ca là quốc ca Mãn Châu Quốc được sáng tác để khuyến khích tinh thần yêu nước của công dân và cũng để tìm kiếm sự hỗ trợ từ thế giới quốc tế. Trong suốt 13 năm của Mãn Châu Quốc, có hai bài quốc ca.

## Phiên bản năm 1933
Quốc ca đầu tiên được tuyên bố bởi Nghị định số 4, ngày 24 tháng 2 Dàtóng 2 (1933) nhưng nó vừa xuất hiện vào ngày 1 tháng 3 Lời bài hát được viết bởi Thủ tướng Mãn Châu Quốc đầu tiên Trịnh Hiếu Tư, người là một tín đồ tôn sùng Nho giáo và những người trung thành của nhà Thanh cũng như là một nhà thơ và nhà văn của thư pháp.

### Lời bài hát
| Tiếng Trung phồn thể             | Bính âm                                             | Phiên âm Hán Việt                                         | Dịch nghĩa Thuần Việt                                                                    |
| -------------------------------- | --------------------------------------------------- | --------------------------------------------------------- | ---------------------------------------------------------------------------------------- |
| 天地內，有了新滿洲。             | Tiān dì nèi, yǒu liǎo xīn mǎnzhōu.                  | Thiên địa nội, hữu liễu tân Mãn Châu                      | Trên thế giới, có một tân Mãn Châu.                                                      |
| 新滿洲，便是新天地。             | Xīn mǎnzhōu, biàn shì xīn tiān dì.                  | Tân Mãn Châu, tiện thị tân thiên địa.                     | Tân Mãn Châu, là trời đất mới                                                            |
| 頂天立地，無苦無憂，造成我國家。 | Dǐng tiān lì dì, wú kǔ wú yōu, zào chéng wǒ guójiā. | Đính thiên lập địa, vô khổ vô ưu, tạo thành ngã quốc gia. | Đứng trên trời đất, không phải lo lắng về những nỗi khổ, tạo thành quốc gia của chúng ta |
| 只有親愛並無怨仇，               | Zhǐ yǒu qīn'ài bìng wú yuànchóu,                    | Chỉ hữu thân ái tịnh vô oán cừu,                          | Chỉ có sự yêu thương và không có sự oán giận                                             |
| 人民三千萬，人民三千萬，         | Rénmín sān qiān wàn, rénmín sān qiān wàn,           | Nhân dân tam thiên vạn, nhân dân tam thiên vạn,           | Ba mươi triệu nhân dân, ba mươi triệu nhân dân                                           |
| 縱加十倍也得自由。               | Zòng jiā shí bèi yě dé zìyóu.                       | Túng gia thập bội giã đắc tự do.                          | Sự tự do đang tràn đầy gấp mười lần                                                      |
| 重仁義，尚禮讓，使我身修；       | Zhòng rényì, shàng lǐràng, shǐ wǒ shēn xiū;         | Trọng nhân nghĩa, chuộng thân mật, sứ ngã thân tu;        | Trọng nhân nghĩa và chuộng thân mật, khiến bản thân tự rèn luyện;                        |
| 家已齊，國已治，此外何求。       | Jiā yǐ qí, guó yǐ zhì, cǐwài hé qiú.                | Gia dĩ tày, quốc dĩ trị, thử ngoại hà cầu.                | Mọi người luôn sẵn sàng, và đất nước đã được tự trị, ngoại hà cầu.                       |
| 近之則與世界同化，               | Jìn zhī, zé yǔ shìjiè tónghuà,                      | Cận chi tắc dữ thế giới đồng hóa,                         | Gần nhất là đồng hóa với thế giới,                                                       |
| 遠之則與天地同流。               | Yuǎn zhī, zé yǔ tiāndì tóng liú.                    | Cận chi tắc dữ thiên địa đồng lưu.                        | Xa xa là như nhau với trời và đất.                                                       |

## Phiên bản năm 1942
Quốc ca năm 1933 đã được thay thế vào ngày 5 tháng 9 Kāngdé 9 (1942) bởi Sắc lệnh của Hội đồng Nhà nước số 201. Theo Thủ tướng thứ hai Mãn Châu Quốc Trương Kinh Huệ, quốc ca năm 1933 không còn phù hợp với điều kiện của đế chế lúc bấy giờ. Quốc ca được viết bởi một ủy ban. Quốc ca năm 1933 được đổi tên thành "Bài hát độc lập Mãn Châu Quốc" (tiếng Trung: 滿洲國建國歌, Mǎnzhōuguó jiàn guógē; chuyển tự tiếng Nhật: Manshukoku-kenkoku uta).

### Lời bài hát
| Tiếng Trung phồn thể        | Bính âm                                               | Phiên âm Hán Việt                                     |
| --------------------------- | ----------------------------------------------------- | ----------------------------------------------------- |
| 神光開宇宙 表裏山河壯皇猷   | Shén guāng kāi yǔzhòu, biǎolǐ shānhé zhuàng huáng yóu | Thần quang khai vũ trụ, biểu lí sơn hà tráng hoàng du |
| 帝德之隆 巍巍蕩蕩莫與儔     | Dì'dé zhī lóng wēiwēi dàngdàng mò yǔ chóu             | Đế đức chi long nguy nguy đãng đãng mạc dữ trù        |
| 永受天祐兮 萬壽無疆薄海謳   | Yǒng shòu tiān yòu xī, wànshòuwújiāng bó hǎi xú       | Vĩnh thụ thiên hựu hề vạn thọ vô cưng bạc hải âu      |
| 仰贊天業兮 輝煌日月侔       | Yǎng zàn tiān yè xī, huīhuáng rì yuè móu              | Ngưỡng tán thiên nghiệp hề huy hoàng nhật nguyệt mầu  |
| Tiếng Nhật                  | Rōmaji                                                | Dịch nghĩa tiếng Việt                                 |
| おほみひかり あめつちにみち | Ōmi-hikari ametsuchi ni michi                         | Chiếu sáng thế giới bằng ánh sáng thần thánh          |
| 帝德は たかくたふとし       | Teitoku wa takaku tōtoshi                             | Đức hạnh của Hoàng đế vĩ đại và được tôn thờ          |
| とよさかの 萬壽ことほぎ     | Toyosaka no banju kotohogi                            | Hãy cầu nguyện cho sự trường thọ và thịnh vượng       |
| あまつみわざ あふぎまつらむ | Amatsumiwaza aogimatsuran                             | Và chúng ta tôn trọng đức tính của hoàng đế           |